# Pitó (mitologia)
D'acord amb la mitologia grega, la serp gegantina i nascuda directament de Gea fou anomenada Pitó (en grec antic Πύθων). En algunes tradicions se l'anomena també Delfine o Delfina (en grec: Δελφύνη).
Quan Apol·lo va decidir fundar un santuari al peu del mont Parnàs, a prop de Delfos, va trobar, no lluny d'una font, un drac que destruïa persones i bèsties. Era Pitó, i Apol·lo el va matar amb les seves fletxes. Com a fill de Gea, Pitó emetia els oracles. Per això, Apol·lo, abans d'instaurar el seu oracle, l'havia de matar.
Higí explica una llegenda segons la qual un oracle havia anunciat que la serp Pitó moriria a mans d'un fill de Leto. Quan Hera va saber que Leto estava embarassada de Zeus, va ordenar que no donés a llum en cap lloc on hi toqués la llum del sol. Pitó, per ordre d'Hera, va intentar matar Leto, però Posidó, a petició de Zeus, va amagar Leto a l'illa Ortígia, que en aquells temps estava coberta pel mar, i allí va parir, sota una volta formada per les onades i a l'empara del sol, d'acord amb la voluntat d'Hera. Tres dies després del seu naixement, Apol·lo va matar Pitó, va guardar les seves cendres en un sarcòfag i va fundar, en honor seu, uns Jocs fúnebres, els Jocs Pítics, i donà el nom de pitonisses a les sacerdotesses encarregades de l'oracle de Delfos.
Pitò estava enterrada sota l'Omphalos del temple de Delfos.